# Apanteles lamprosemae
Apanteles lamprosemae är en stekelart som beskrevs av Wilkinson 1928. Apanteles lamprosemae ingår i släktet Apanteles och familjen bracksteklar. Inga underarter finns listade i Catalogue of Life.